# Birgit Friggebo
Birgit Irma Gunborg Friggebo, under en tid Friggebo Rydberg, född 25 december 1941 i Falköping, är en svensk politiker (folkpartist). Hon var biträdande bostadsminister 1976–1978, bostadsminister 1978–1982 och 1991 samt kulturminister 1991–1994, med ansvar även för invandrarfrågor och 1991–1993 dessutom för jämställdhet. Hon är kanske mest känd för den så kallade friggeboden.

## Karriär
Friggebo blev gymnasieekonom vid Schartaus Handelsinstitut 1960, kamrer 1960–1965, tjänsteman vid Byggmästares i Stockholm Gemensamma Byggnads AB 1966–1967 och biträdande förvaltare vid bostadsrättsföreningen Sannadalsplatån 1967–1969. Hon var konsulent för SABO 1969 och chef för förhandlingsenheten där 1971–1976, ledamot av Bostadsdomstolen 1975–1976, ledamot av ungdomsbostadsutredningen 1969–1971 och data- och offentlighetskommittén från 1985.
Birgit Friggebo var ordförande för frisinnad ungdom i Stockholm 1963–1964 och ledamot av FPU:s förbundsstyrelse 1964–1969. Hon var sekreterare i Folkpartiets lokalavdelning 1968-73 och styrelseledamot i länsförbundet 1970–1983 samt deras ordförande 1982–1983. Friggebo blev ledamot av partistyrelsen 1972 och 1:e vice ordförande 1983. Hon var ledamot av socialnämnden i Stockholm 1966–70 och landstingsledamot för Stockholms län 1971–1976.
Friggebo blev därefter riksdagsledamot 1979–1982 och 1985–1997, ordförande i Folkpartiets riksdagsgrupp 1990–1991, ordförande i konstitutionsutskottet 1994–1997 samt landshövding i Jönköpings län 1998–2003. Hon var ordförande i Fjärde AP-fonden 2000–2008, i styrelsen för Operahögskolan i Stockholm 2003–2010 och i Utbildningsradions styrelse 2004–2008.

### Kulturminister
Under sin tid som kulturminister 1991–1994, med ansvar även för invandrarfrågor, blev Friggebo kanske mest känd för en del omdiskuterade mediaframträdanden. Under en debatt om rasism och främlingsfientlighet i Rinkeby den 5 februari 1992, i den så kallade Lasermannens spår, försökte Friggebo lugna stämningarna genom att föreslå att hela salen skulle sjunga "We Shall Overcome". Denna insats blev omtalad och kritiserad. Den bidrog inte till att lugna stämningarna, effekten var den motsatta. Friggebos klädsel vid Nobelfesten 1992 väckte också uppseende, men också en del entusiasm.
Under det tidiga 1990-talet pågick kriget i före detta Jugoslavien, och många flyktingar sökte sig till Sverige. Folkpartiet förespråkade en generös flyktingpolitik, och hamnade därför i konflikt med Ny demokrati, ett parti som många uppfattade som främlingsfientligt. Sverige tog under Friggebos tid som minister emot ett större antal kosovoalbaner, vilket har kritiserats av dem som ville se en mer restriktiv politik. Birgit Friggebos uttalande under denna period om att det "uppenbarligen finns någon tradition eller någonting annat som gör att kosovoalbaner är mer benägna att snatta och stjäla cyklar och tvätt" ledde till att hon polisanmäldes för hets mot folkgrupp.

## Familj
Birgit Friggebo är dotter till direktör Karl G Friggebo och hemvårdarinnan Mait, född Johansson. Hon var gift första gången 1968–1983 med politikern Lennart Rydberg (född 1942) och andra gången med Bo Södersten från 1997 till hans död, 2017.